# 1966年5月20日日食
1966年5月20日日食是一次日環食，發生於1966年5月20日。新月當天（即朔日），地球上觀測到月球和太阳的角距離極小，此時月球如果恰好在月球交點附近，穿過太阳和地球之間，與地球、太阳接近一直線，則會出現日食。月球穿過太阳和地球之間，但距地球較遠，本影未能接觸地表，而使偽本影覆蓋的區域內看到月球的角直徑小於太陽，就形成日環食，同時在偽本影兩側數千公里的半影範圍內形成日偏食。此次日環食經過了几内亚、马里、阿尔及利亚、利比亚、希腊、土耳其、苏联、中国，日偏食則覆蓋了歐亞大陸的大部分區域、赤道以北的大半個非洲及周邊部分地區。

## 日食概況

### 出現區域
此次日環食發生時，月球的偽本影在大西洋中部最先接觸地球，不久以後接觸陸地，穿過几内亚、马里、阿尔及利亚、利比亚、希腊，在莱斯沃斯岛達到最大食分，並繼續穿過土耳其和苏联（今俄罗斯和哈萨克斯坦部分），結束於中国境內。
偽本影經過的陸地依次包括：
- 几内亚：在首都科納克里沿海最先接觸陸地，這也是本次環食帶經過的唯一首都，然後向東北穿過金迪亞大區、馬木大區、法拉納大區、康康大區；
- ：擦過卡伊區東南角後向東北斜穿庫利科羅區、塞古區，經過莫普提區西北部，再穿過通布圖區南部、加奧區西北部和基達爾區；
- 阿尔及利亚：短暫經過阿德拉爾省東南角後，向東北斜穿塔曼拉塞特省和伊利濟省；
- 利比亞王國：穿過加特省西北角、沙提省西部、納盧特省東南角、西山省南部、米蘇拉塔省中部，然後進入地中海；
- 希臘王國：在伯罗奔尼撒南部、阿提卡東南部、中希臘大區東南角的海洋與陸地間交替，然後跨過爱琴海，貫穿莱斯沃斯岛，在該島東北部盧特羅波利溫泉（希臘語：Δήμος Λουτροπόλεως Θερμής）自治市境内達到最大食分；
- 土耳其：穿過巴勒克埃西爾省、布爾薩省、亞洛瓦省、科贾埃利省後，在薩卡里亞省西北角進入黑海；
- 苏联：
  - 俄罗斯苏维埃联邦社会主义共和国：自西向東依次穿過克拉斯諾達爾邊疆區（含今阿迪格共和国）、斯塔夫罗波尔边疆区、卡爾梅克蘇維埃社會主義自治共和國（今卡尔梅克共和国）、阿斯特拉罕州；
  - 哈萨克苏维埃社会主义共和国：阿特勞州、阿克托貝州、克孜勒奧爾達州、卡拉干達州、阿拉木圖州；
- 中国：依次穿過新疆维吾尔自治区、甘肃省、内蒙古自治区、宁夏回族自治区、陕西省、山西省後，在河南省境內經過很短距離，即結束於林縣（今林州市）與山西省交界處附近。[3][4]

除了上述極狹窄的環食帶內能看到日環食外，月球半影覆蓋範圍內都能看到日偏食，包括格陵兰東部、加拿大纽芬兰岛東南角、巴西東北角、整個欧洲、除東南部外的非洲大部分、除印度南端和東部島嶼及部分沿海地區外的幾乎整個亚洲。

### 基本參數
本次日環食發生時，月球本影錐的末端較接近地表，使偽本影覆蓋範圍極窄，環食持續時間極短，而食分非常接近於1，即看到太陽被遮掩後形成的「環」非常細。莱斯沃斯岛的最大食分達0.9991，偽本影只有3.1公里寬，環食持續時間僅4.6秒，是本次偽本影最窄、環食持續時間最短處。而即使是在偽本影最寬、環食持續時間最長處，即最初進入偽本影的大西洋中部洋面，偽本影也只有69公里寬，環食持續時間僅58.9秒。
- 類型：日環食
- 食甚資料：
  - 時間：1966年5月20日9:38:24.7
  - 地點：39°12.0′N 26°26.0′E / 39.2000°N 26.4333°E
  - 食分：0.9991（環食帶內最大）
  - 日環食持續時間：4.6秒

## 觀測
此次日環食地表十分接近月球本影錐末端，日環食的食分非常大，從地球上看到的月面與日面邊緣貼得非常近，在月球邊緣凹凸的山峰影響下，會出現一般只有日全食時才能看見的贝利珠。而這也使此次日食成為測量地球大小和形狀，以及月面邊緣山峰的極佳機會。許多科學家前往靠近食分最大處、觀測條件較好的希腊和土耳其觀測此次日環食，其中希腊的觀測地主要集中在雅典以南的薩羅尼扎和阿納維索斯，而土耳其的觀測地則主要集中在艾瓦勒克，與希腊莱斯沃斯岛隔海相望。
除了贝利珠之外，日冕一般也只能在日全食時看見。而由於此次日環食食分接近1，曾有人預測能看到日冕。有觀測隊前往莱斯沃斯岛，但最終只看到了贝利珠，沒有看到日冕。
在此之前，與本次日食同屬於沙羅週期137的1912年4月17日和1930年4月28日兩次全環食，以及1948年5月9日的日環食食分也接近1，科學家分別在法国巴黎附近、美国加利福尼亚州坎普頓維爾附近和日本禮文島做了觀測。

## 相關的日食

### 1964-1967年的日食
月球交替位於相對的月球交點時，以半個交點年（食年），即約177天又4小時間隔出現下列日食。
註：1964年1月14日和1964年7月9日的日偏食屬於上一組交點年系列。
| 升交點   | 升交點                   |          | 降交點                   | 降交點 |
| 沙羅周期 | 地圖                     | 沙羅周期 | 地圖                     |        |
| 117      | 1964年6月10日 偏食（南） | 122      | 1964年12月4日 偏食（北） |        |
| 127      | 1965年5月30日 全食       | 132      | 1965年11月23日 環食      |        |
| 137      | 1966年5月20日 環食       | 142      | 1966年11月12日 全食      |        |
| 147      | 1967年5月9日 偏食（北）  | 152      | 1967年11月2日 全食       |        |

### 沙羅周期
沙羅周期長度為18年11天。本次日食屬於沙羅週期137，共包含70次日食，依次為1389年5月25日至1515年8月9日的8次日偏食、1533年8月20日至1695年12月6日的10次日全食、1713年12月17日至1804年12月11日的6次全環食（亦稱混合食）、1822年12月21日至1876年3月25日的4次日環食、1894年4月6日至1930年4月28日的3次全環食、1948年5月9日至2507年4月23日的32次日環食、2525年4月23日至2633年6月28日的7次日偏食，總共歷時1244.08年。其中最長的全食發生於1569年9月10日，共持續了2分55秒。
下表列舉了1901年至2100年間發生的屬於該周期的11次日食，是第30至40次：
| 30            | 31            | 32            |
| ------------- | ------------- | ------------- |
| 1912年4月17日 | 1930年4月28日 | 1948年5月9日  |
| 33            | 34            | 35            |
| 1966年5月20日 | 1984年5月30日 | 2002年6月10日 |
| 36            | 37            | 38            |
| 2020年6月21日 | 2038年7月2日  | 2056年7月12日 |
| 39            | 40            |               |
| 2074年7月24日 | 2092年8月3日  |               |

## 資料來源
1. ↑  樊忠玉. . 中国天文科普网.   [2015-07-16]. （原始内容存档于2014-09-17）.
2. 1 2  Fred Espenak. . NASA Eclipse Web Site.   [2015-07-16]. （原始内容存档于2020-10-21）.（英文）
3. ↑  Fred Espenak. . NASA Eclipse Web Site.   [2015-07-16]. （原始内容存档于2020-10-21）.（英文）
4. ↑  Xavier M. Jubier. .   [2016-01-10]. （原始内容存档于2020-09-25）.（法文）（英文）
5. ↑  Fred Espenak. . NASA Eclipse Web Site.   [2013-04-15]. （原始内容存档于2008-08-29）.（英文）
6. ↑  Fred Espenak. . NASA Eclipse Web Site.   [2015-04-09]. （原始内容存档于2020-10-28）.（英文）
7. 1 2  Xavier M. Jubier. .   [2015-04-09]. （原始内容存档于2020-01-22）.（法文）（英文）
8. ↑  Hunt, H. C.  (PDF). The Astronomer. 1966-05, 3: B11–B12.（英文）
9. ↑  Fred Espenak. . NASA Eclipse Web Site.（英文）

## 外部連結
- NASA日食專頁（页面存档备份，存于）（英文）
- 可見區域圖和時間統計：由弗雷德·埃斯佩纳克做出的日食預報，NASA/GSFC
  - Google互動地圖呈現的日食範圍
  - 貝塞爾元素
- Google地圖顯示的日環食和日偏食範圍（页面存档备份，存于）（法文）（英文）
- 蘇聯的觀測記錄（位於黑海沿岸的今俄罗斯克拉斯諾達爾邊疆區朱布加）（俄文）

| \| \| 日食 \|                              |                              |                                            |
| 上一次日食： 1965年11月23日日食 （日環食） | 1966年5月20日日食 （日環食） | 下一次日食： 1966年11月12日日食 （日全食） |
| 上一次日環食： 1965年11月23日日食          | 1966年5月20日日食 （日環食） | 下一次日環食： 1969年3月18日日食           |
|                                            | 日食                         |                                            |